# Maroš Kováč
Maroš Kováč (* 11. April 1977 in Košice) ist ein ehemaliger slowakischer Radrennfahrer.

## Sportlicher Werdegang
Maroš Kováč begann seine Karriere im Cyclocross. Bereits als Junior vertrat er sein Land bei den Cyclocross-Weltmeisterschaften 1995. Bis zur Saison 2008/2009 startete er wiederholt im Weltcup und bei internationalen Meisterschaften, blieb aber ohne zählbare Erfolge. Auf nationaler Ebene wurde er 2007 slowakischer Meister im Cyclocross.
Auf der Straße startete Kováč seine internationale Laufbahn 2002 beim italienischen Radsportteam De Nardi-Pasta Montegrappa, der Gewinn des Prologs zur Türkei-Rundfahrt 2002 gleich im ersten Jahr war sein erster Sieg bei einem UCI-Rennen. Zur Saison 2004 wechselte er zum slowakischen Continental Team Dukla Trenčín, bei dem er bis zu seinem Karriereende blieb. In den folgenden Jahren erzielte er als guter Sprinter neben einer Vielzahl von Podiums- und Top-10-Platzierungen zahlreiche Etappenerfolge bei verschiedenen kleineren Rundfahrten. National wurde er dreimal slowakischer Meister, darunter einmal im Straßenrennen und zweimal im Bergfahren. Nach der Saison 2016 beendete er seine Karriere als Radrennfahrer.
Seit der Saison 2018 ist Kováč in der Sportlichen Leitung seines ehemaligen Team Dukla Banska Bystrica tätig.

## Erfolge
2002
- eine Etappe Türkei-Rundfahrt

2003
- eine Etappe Ägypten-Rundfahrt

2004
- Gesamtwertung und vier Etappen Ägypten-Rundfahrt

2005
- eine Etappe Ägypten-Rundfahrt
- eine Etappe Slowakei-Rundfahrt

2006
- Slowakischer Meister – Straßenrennen
- eine Etappe Serbien-Rundfahrt
- eine Etappe Marokko-Rundfahrt

2007
- Slowakischer Meister – Cyclocross
- eine Etappe International Presidency Turkey Tour
- eine Etappe Slowakei-Rundfahrt
- zwei Etappen Ägypten-Rundfahrt

2008
- eine Etappe Umm Al Quwain International Race

2009
- Slowakischer Meister – Berg

2010
- eine Etappe The Paths of King Nikola
- Slowakischer Meister – Berg

2011
- Les Challenges Phosphatiers-Challenge Khouribga

2012
- eine Etappe Czech Cycling Tour
- Tour Bohemia
- Punktewertung Slowakei-Rundfahrt

2013
- eine Etappe Sibiu Cycling Tour

2014
- eine Etappe Slowakei-Rundfahrt
- Punktewertung Czech Cycling Tour

2015
- eine Etappe Slowakei-Rundfahrt
- eine Etappe Ungarn-Rundfahrt